# Arciso Artesiani
Arciso Artesiani (Marzabotto, 22 gennaio 1922 – Bologna, 16 marzo 2005) è stato un pilota motociclistico italiano.

## Carriera
Esordì nelle competizioni nel 1945 con una Moto Guzzi 500. L'anno successivo si fece notare nell'ambiente sportivo italiano vincendo 8 gare e passando, nel 1947, a disputare il Campionato Italiano di Seconda Categoria. In quella stagione fece suo il titolo con una Gilera Saturno, vincendo con la 500 arcorense anche il GP delle Nazioni, svoltosi sul circuito della Fiera di Milano. Il 1948 vide Artesiani in Prima Categoria, sempre con la Gilera 500: in quella stagione vinse due volte (a Lugano e Treviso) e terminò al 3º posto l'Italiano.
Nel 1949 la Casa di Arcore lo ingaggiò per correre nel neonato Motomondiale con la 500 quattro cilindri: terminerà il campionato al 3º posto, dietro a Graham e al compagno di squadra Pagani, con tre secondi posti e un terzo posto.
Nel 1950 Artesiani si trasferirà all'MV Agusta, per la quale pilotò la 500 quattro cilindri progettata dall'ingegner Piero Remor, altro ex Gilera. La moto si dimostrò non all'altezza delle aspettative, per via di diversi inconvenienti dovuti alle soluzioni tecniche di Remor (sospensioni a barre di torsione, trasmissione finale a cardano e un comando del cambio macchinoso), cosicché Artesiani raccolse solo due podi nel Mondiale (a Monza nel '50 e al Montjuich l'anno seguente, in entrambi i casi al 3º posto) e una vittoria di classe alla Milano-Taranto 1951 (classe, peraltro, che vedeva Artesiani come unico partecipante). Il 1951 fu l'ultima stagione di corse di Artesiani, ritiratosi a 29 anni.
Dopo il ritiro si dedicò alla gestione di un centro vendite e assistenza a Bologna, insieme al fratello. È morto a 83 anni a causa di un attacco cardiaco.

## Risultati nel motomondiale
| 1949 | Classe | Moto   |  |   |   |   |     |   |  |  | Punti | Pos. |
| ---- | ------ | ------ |  | - | - | - | --- | - |  |  | ----- | ---- |
| 1949 | 500    | Gilera |  | 2 | 3 | 2 | Rit | 2 |  |  | 25    | 3º   |

| 1950 | Classe | Moto      |  |   |     |    |  |   |  |  | Punti | Pos. |
| ---- | ------ | --------- |  | - | --- | -- |  | - |  |  | ----- | ---- |
| 1950 | 500    | MV Agusta |  | 5 | Rit | 12 |  | 3 |  |  | 6     | 8º   |

| 1951 | Classe | Moto      |   |     |  |  |     |  |  |     | Punti | Pos. |
| ---- | ------ | --------- | - | --- |  |  | --- |  |  | --- | ----- | ---- |
| 1951 | 500    | MV Agusta | 3 | Rit |  |  | Rit |  |  | Rit | 4     | 13º  |

| Legenda | 1º posto        | 2º posto            | 3º posto            | A punti      | Senza punti        | Grassetto – Pole position Corsivo – Giro più veloce |
| Legenda | Gara non valida | Non qual./Non part. | Ritirato/Non class. | Squalificato | '-' Dato non disp. | Grassetto – Pole position Corsivo – Giro più veloce |